# Паломас (Комерио Порторико)
Паломас (шп. Palomas, Comerío) село је у општини Комерио у америчкој острвској територији Порторико, острвској држави Кариба.

## Демографија
По попису из 2010. године број становника је 1.652, што је 90 (-5,2%) становника мање него 2000. године.
| Група             | 2000.          | 2010.         |
| Белци             | 0 (0,0%)       | 4 (0,2%)      |
| Афроамериканци    | 111 (6,4%)     | 166 (10,0%)   |
| Азијати           | 0 (0,0%)       | 5 (0,3%)      |
| Хиспаноамериканци | 1.742 (100,0%) | 1.648 (99,8%) |
| Укупно            | 1.742          | 1.652         |